# Caritas Ambrosiana
La Caritas Ambrosiana è un organismo pastorale per la promozione della testimonianza della carità dell'arcidiocesi di Milano. 
È un ufficio della curia arcivescovile, all'interno del settore per la missione e la carità. 
Si avvale per le proprie attività della Fondazione Caritas Ambrosiana per le questioni economiche, giuridiche ed amministrative. La Fondazione viene riconosciuta nel 1963, come persona giuridica pubblica dell'ordinamento canonico ed ente ecclesiastico civilmente riconosciuto. Ha sede a Milano, in Via San Bernardino 4.
Sul territorio dell'arcidiocesi di Milano operano 7 Caritas zonali, 72 Caritas decanali e 854 Caritas parrocchiali.

## Storia
La Fondazione Charitas Ambrosia è nata nel 1949 dall'intuizione del suo primo Presidente mons. Giuseppe Bicchierai e dalla benevolenza del cardinale Alfredo Ildefonso Schuster, arcivescovo di Milano, al fine di alleviare le sofferenze della popolazione nella difficile situazione post bellica. Progressivamente ha esteso nel tempo il proprio raggio d'azione e la propria attività, continuando a rispondere ai bisogni delle persone più fragili e difficoltà (rientro dei prigionieri di guerra, ricostruzione e assistenza alle famiglie povere, apertura delle Colonie estive per i bambini poveri, emergenza dell'alluvione del Polesine 1951, Emergenza dei profughi di Ungheria 1956,…).
Riconosciuta dal cardinale Montini, arcivescovo di Milano e futuro papa Paolo VI, come ente ecclesiastico nel 1963, la Fondazione Charitas Ambrosiana rappresenta un'anticipazione dell'intuizione del Concilio Vaticano II che vuole la Caritas come organismo pastorale che promuova l'esercizio della Carità e della solidarietà cristiana all'interno delle Chiese particolari diocesane e parrocchiali.
Con la nascita della Caritas Italiana nel 1971, le diocesi Italiane costituiscono le Caritas diocesane. L'arcidiocesi di Milano istituisce la Caritas Ambrosiana nel 1974, affiancata dalla già operante Fondazione Charitas Ambrosiana che da qui in avanti avrà come Presidente il Vicario di Settore della Carità dell'arcidiocesi di Milano.
La Caritas Ambrosiana sotto la giuda di un Direttore inizia la sua azione di promozione delle Caritas in ogni parrocchia, dei Centri di Ascolto, di osservazione dei bisogni, promozione del volontariato, formazione degli operatori sociali anche pubblici, avvio dell'obiezione di Coscienza del Servizio Civile, e delle prime collette per le emergenze come il terremoto del Friuli del 1976, le missioni di soccorso durante il terribile terremoto dell'Irpinia del 1980 e interviene in contesti di cooperazione e sviluppo internazionale con le missioni in Mozambico, Guinea Bissau e Argentina del 1981. In questi anni l'attenzione di Caritas Ambrosiana è posta già sulle prime forme di assistenza ai profughi dei cosiddetti Boat People provenienti dall'Indocina e di quelli che sbarcano sulle coste nel nostro Paese oltre che al tema dalla cura dei malati di AIDS.
Nel 1986 l'arcidiocesi di Milano promuove il Convegno Farsi Prossimo che rappresenta una svolta nel modo di intendere l'esercizio della carità come servizio disinteressato e di collaborazione con tutti i soggetti sociali del volontariato, della Cooperazione sociale, della politica e delle Istituzioni per promuovere la pace e la giustizia sociale.
Il 29 maggio 1990 il cardinale Carlo Maria Martini, arcivescovo di Milano, promulga il nuovo statuto della Caritas Ambrosiana (viene cambiato anche il nome della Fondazione in “Fondazione Caritas Ambrosiana” senza la “h”) che definisce chiaramente la funzione pedagogica dell'organo pastorale prevedendo come scopo principale la promozione delle testimonianza della carità e quindi l'impegno a favore della formazione, del coordinamento delle iniziative socio-caritative, della sensibilizzazione di tutta la comunità.
Grazie alle grandi sfide che si trova a fronteggiare Caritas Ambrosiana cresce, sviluppando processi d'intervento che permettono l'osservazione dei bisogni emergenti della comunità: le nuove forme di povertà, la tratta di esseri umani a scopo di sfruttamento sessuale, il carcere, la violenza sulle donne, la condizione dei minori, gli stranieri, i disabili e gli anziani diventano i temi centrali d'intervento. Sono questi gli anni che vedono Caritas Ambrosiana attiva con missioni umanitarie in ex Jugoslavia (1993), Ruanda (1994), Kossovo (1996), e nel terremoto dell'Umbria e Marche (1997).
Caritas Ambrosiana grazie al network di Caritas Internationalis e di Caritas Italiana negli anni successivi è intervenuta nei contesti di maggiore urgenza come l'Afghanistan (2001) l'Iraq (2003) lo Tsunami dell'Oceano Indiano (2004) il terremoto del Molise (2002) il Terremoto dell'Aquila (2009) e quello del Centro Italia (2016). Nel territorio dell'arcidiocesi di Milano sviluppa la rete delle Caritas parrocchiali (854) e dei Centri di Ascolto (374 di cui 130 nella Città di Milano), dando vita a progetti a favore degli ultimi come il Rifugio Caritas (2011) e il Refettorio Ambrosiano (2015) e portando una preziosa testimonianza nell'Esposizione Universale Expo Milano 2015 con un piccolo padiglione chiamato Edicola Caritas (2015).
Negli anni Caritas Ambrosiana ha coordinato progetti di sviluppo in 66 Paesi nel mondo: dall'Africa, all'Asia, al Medio Oriente, all'America Latina all'Europa.

## Attività
Caritas Ambrosiana per la realizzazione dei suoi fini promuove, sostiene e gestisce, iniziative e servizi di carattere caritativo-assistenziale con iniziative di formazione e di promozione umana e sociale in arcidiocesi di Milano e attraverso il network internazionale di Caritas in 66 Paesi nel mondo.
La Caritas Ambrosiana è lo strumento ufficiale dell'arcidiocesi per la promozione la testimonianza della carità della comunità ecclesiale diocesana e delle comunità minori, specie parrocchiali. Sostiene lo sviluppo integrale dell'uomo, della giustizia sociale e della pace, con particolare attenzione agli ultimi e con prevalente funzione pedagogica. (Art. 1 Statuto Caritas Ambrosiana).
Le attività di Caritas Ambrosiana sono strutturate in quattro settori di intervento:
- Caritas e territorio: per la promozione, il sostegno e l'accompagnamento della presenza della Caritas in arcidiocesi di Milano. Gli ambiti specifici riguardano la creazione di Caritas parrocchiali e di Centri di Ascolto e il sostegno alle fragilità delle famiglie attraverso l'Area povertà alimentari che mira alla raccolta e consegna di generi alimentari facilitando l'accesso alle eccedenze alimentari della Grande Distribuzione Organizzata, della Ristorazione e delle aziende agroalimentari.
- Aree di bisogno: sono 15 aree (Aids, Anziani, Carcere, Casa e lavoro, Dipendenze, Disabili, Famiglia, Grave emarginazione adulta, Maltrattamento Donna, Minori, Politiche sociali, Rom, Salute Mentale, Stranieri e Tratta e prostituzione) che si occupano di coordinare le attività caritative nell'arcidiocesi di Milano e per effettuare formazione, studi e progettazione di attività a favore delle vecchie e nuove povertà che si manifestano nella società.
- Internazionale: per le attività di cooperazione, dall'emergenza allo sviluppo in oltre 30 Paesi del mondo e per l'organizzazione, in collaborazione con il Settore Volontariato, dei campi di lavoro estivi (Cantieri della solidarietà) in Europa, America Latina, Asia e Africa e gestire il Servizio Civile all'estero. Il settore opera in Africa Sub Sahariana, America Latina, Asia, Est Europa, Medio Oriente e Norda Africa, Mondialità, Microrealizzazioni ed Emergenze nazionali e internazionali.
- Volontariato: forma e orienta il volontariato giovanile e il volontariato adulto. Inoltre organizza attività formative sui temi della pace, dei diritti umani, dialogo tra culture, ambiente, informazione, economia e temi di attualità per parrocchie e scuole e gestisce il Servizio Civile Nazionale in diocesi.

Ai quattro settori si affiancano 4 Servizi:
- Osservatorio diocesano delle risorse e povertà: per rilevare i bisogni e le risorse del territorio dell'arcidiocesi di Milano grazie anche al supporto del Centro Studi. Produce l'annuale Rapporto delle povertà e ricerche tematiche che orientano le scelte pastorali e sociali della Caritas Ambrosiana.
- Formazione: per curare e coordinale l'attività formativa proposta da Caritas Ambrosiana a livello diocesano e sul territorio.
- Amministrazione: per la cura degli aspetti patrimoniali, legali e di gestione del personale interno.
- Comunicazione: per sviluppare strategie di comunicazione, di gestione dei rapporti con i media e raccolta fondi e per l'organizzazione di eventi.

## Servizi diocesani alla persona
SILOE
Il Servizio Integrativo Lavoro Orientamento Educazione è un servizio promosso da Caritas Ambrosiana e dall'Ufficio per la Vita Sociale e il Lavoro dell'arcidiocesi di Milano. Propone servizi di affiancamento e sostegno per le parrocchie della diocesi che articolano interventi in favore di particolari situazione di povertà; sostegno alla promozione dei diritti di cittadinanza; ascolto diretto delle persone inviate dalle parrocchie, in particolare in ambiti particolarmente complessi come casa e lavoro (collaborando con la Fondazione san Carlo), la ricerca attiva del lavoro (collaborando con il Fondo famiglia Lavoro), la prevenzione al sovra indebitamento e l'usura (collaborando con la Fondazione San Bernardino).
SAI
Il Servizio Accoglienza Immigrati di Caritas Ambrosiana si propone come punto di ascolto, informazione e orientamento per gli operatori dei servizi che operano con utenza straniera (in particolare i Centri di Ascolto) e per tutte le persone straniere che presentano una situazione di disagio.
SAM
Il Servizio Accoglienza Milanese è un servizio di ascolto e successivo orientamento con eventuale presa in carico delle persone gravemente emarginate, in particolare le persone senza dimora.
SED
Il Servizio Disagio Donne ha come obiettivo proteggere le donne vittime di violenza e di tratta e accompagnarle in un percorso di autonomia. 

## Alcuni progetti diocesani

### Refettorio Ambrosiano
Il Refettorio Ambrosiano ha sede nell'ex teatro della parrocchia San Martino nel quartiere Greco di Milano. Questo spazio dalle pregevoli linee architettoniche è stato completamente ristrutturato e trasformato in un refettorio aperto alla solidarietà. Nato dalle intuizioni dello chef Massimo Bottura e del regista Davide Rampello, l'arcidiocesi di Milano attraverso la Caritas Ambrosiana ha realizzato in concreto questa originale idea di solidarietà che vede un luogo buono: perché cucina le eccedenze alimentari con ricette di eccellenza; un luogo bello perché pieno di opere d'arte e arredi di design; un luogo di relazioni e di cultura perché restituisce alla città l'incontro con le persone ai margini e promuove iniziative culturali nel quartiere. Il Refettorio Ambrosiano è dotato di 96 posti, i suoi ospiti vi accedono tramite l'invio dei servizi di Caritas Ambrosiana e dei Centri di Ascolto del territorio.

### Rifugio Caritas
Il Rifugio Caritas è una casa di seconda accoglienza di 64 posti letto per persone senza dimora italiane e straniere aperta a dicembre del 2011 nei pressi della Stazione Centrale di Milano. La struttura ospita circa 180 persone ogni anno per circa tre mesi sviluppando progetti di autonomia e di reinserimento sociale.

### Empori della solidarietà
Per contrastare il fenomeno delle povertà alimentari, Caritas Ambrosiana ha promosso in diocesi alcuni empori della solidarietà per consentire alle famiglie in difficoltà di poter ricevere generi alimentari in luoghi simili a piccoli supermercati tutelando così la dignità delle persone aiutate.

## Altre attività
Molte delle esperienze di solidarietà promosse dalla Caritas Ambrosiana sono gestite da organizzazioni ed enti legati alla Caritas Ambrosiana statutariamente.
Elenco enti legati a Caritas Ambrosiana:
- Fondazione S. Carlo Onlus[9]
- Fondazione San Bernardino[10]
- Oltre Società Cooperativa
- Consorzio Farsi Prossimo Società Cooperativa Sociale[11]
- Farsi Prossimo Società Cooperativa Sociale[12]
- Intrecci Società Cooperativa Sociale[13]
- Vesti Solidale Società Cooperativa Sociale Onlus[14]
- L'Arcobaleno Società Cooperativa Sociale
- Filo di Arianna Società Cooperativa Sociale
- Novo Millennio Società Cooperativa Sociale Onlus
- Associazione Avvocati Per Niente Onlus

## Presidenti della Caritas Ambrosiana
- 1975 Mons. Libero Tresoldi
- 1982 Mons. Attilio Nicora
- 1987 Mons. Renato Corti
- 1991 Mons. Giuseppe Merisi
- 1995 Mons. Franco Agnesi
- 2003 S.Ecc. Mons. Giuseppe Merisi
- 2007 Mons. Luigi Testore
- 2013 Mons. Luca Bressan

## Direttori della Caritas Ambrosiana
- 1975 don Riccardo Pezzoni
- 1982 don Angelo Bazzarri
- 1993 don Virginio Colmegna
- 2005 don Roberto Davanzo
- 2016 dott. Luciano Gualzetti

## Attività di emergenza
- 1976 Emergenza nube tossica Seveso
- 1979 Emergenza profughi “Boat people”
- 1980 Emergenza Thailandia
- 1980 Emergenza Terremoto Irpinia
- 1982 Emergenza fame Polonia
- 1984 Emergenza Terremoto Abruzzo e Molise
- 1985 Emergenza terremoto Messico
- 1989 Emergenza Libano
- 1990 Emergenza siccità Eritrea
- 1990 Emergenza terremoto Sicilia
- 1991 Emergenza Jugoslavia
- 1994 Emergenza Ruanda
- 1994 Emergenza alluvione Piemonte
- 1995 Emergenza Bosnia
- 1996 Emergenza Sudan
- 1997 Emergenza terremoto Umbria e Marche
- 1998 Emergenza alluvione Sarno
- 1998 Emergenza terremoto Turchia
- 1999 Emergenza Timor Est
- 2000 Emergenza Kossovo
- 2001 Emergenza terremoto India
- 2002 Emergenza alluvione Lecco
- 2003 Emergenza Iran
- 2004 Emergenza Afghanistan
- 2004 Tsunami Oceano Indiano
- 2005 Uragano USA
- 2005 Emergenza Niger
- 2006 Emergenza Medio Oriente
- 2006 Emergenza Somalia
- 2006 Emergenza Filippine
- 2006 Terremoto Pakistan
- 2007 Terremoto Perù
- 2007 Emergenza Bangladesh
- 2008 Alluvione Est Europa
- 2008 Emergenza Myanmar
- 2008 Emergenza Kenya
- 2008 Emergenza Ciad
- 2008 Emergenza R.D. Congo
- 2009 Terremoto Abruzzo
- 2009 Alluvione Sicilia
- 2009 Terremoto Indonesia
- 2010 Alluvione Veneto
- 2010 Terremoto Perù
- 2010 Terremoto Haiti
- 2010 Terremoto Cina
- 2010 Terremoto Cile
- 2010 Emergenza Indonesia
- 2010 Emergenza Pakistan
- 2010 Terremoto India
- 2011 Terremoto Turchia
- 2011 Terremoto Giappone
- 2011 Emergenza Sud Sudan
- 2011 Alluvione Liguria Toscana
- 2011 Carestia Corno d'Africa
- 2011 Emergenza Costa d'Avorio
- 2011 Emergenza Siria
- 2012 Terremoto Emilia Romagna
- 2012 Emergenza carestia Sahel
- 2013 Emergenza Filippine
- 2013 Emergenza Mozambico
- 2014 Alluvione Marche
- 2014 Emergenza Iraq
- 2014 Emergenza tifone Haiyan
- 2014 Emergenza Gaza
- 2015 Terremoto Nepal
- 2015 Emergenza R.D. Congo
- 2015 Emergenza Ucraina
- 2016 Terremoto Centro Italia
- 2016 Terremoto Ecuador
- 2016 Emergenza uragano Haiti
- 2017 Emergenza profughi